# L'ultimo guerriero (film 1996)
L'ultimo guerriero (Forest Warrior) è un film del 1996 diretto da Aaron Norris.

## Trama
Una maestosa montagna, conserva la sua selvaggia bellezza immutata da secoli. È abitata dai Signori della Montagna che la custodiscono. Essi sono discendenti di grandi guerrieri che si stabilirono lì secoli e secoli fa. Quando sia la montagna che i suoi abitanti, vengono minacciati dall'avanzamento della speculazione, questi ultimi, sotto la guida dei Signori della Montagna sapranno combattere come i loro valorosi antenati, per salvare la Montagna con le sue impenetrabili foreste dalla fantastica e selvaggia bellezza.

## Riconoscimenti
- 1997 – Young Artist Awards
  - Candidatura alla Miglior performance in un film a Michael Friedman